# John Schermer
John Schermer (ur.  1948) – amerykański brydżysta, Senior Grand Master (WBF).

## Wyniki brydżowe

### Olimpiady
Na olimpiadach uzyskał następujące rezultaty:
| Olimpiady brydżowe. Zawody teamów | Olimpiady brydżowe. Zawody teamów | Olimpiady brydżowe. Zawody teamów | Olimpiady brydżowe. Zawody teamów | Olimpiady brydżowe. Zawody teamów | Olimpiady brydżowe. Zawody teamów |
| Rok                               | Miejsce                           | Zawody                            | Kategoria                         | Drużyna                           | Pozycja                           |
| --------------------------------- | --------------------------------- | --------------------------------- | --------------------------------- | --------------------------------- | --------------------------------- |
| 2012                              | Lille                             | 2. Olimpiada Sportów Umysłowych   | Seniorzy                          | USA                               | 2                                 |
| 2004                              | Stambuł                           | 12. Olimpiada Teamów              | Seniorzy                          | USA                               | 1                                 |

### Zawody światowe
W światowych zawodach zdobył następujące lokaty:
| Mistrzostwa Świata. Konkurencja teamów | Mistrzostwa Świata. Konkurencja teamów | Mistrzostwa Świata. Konkurencja teamów | Mistrzostwa Świata. Konkurencja teamów | Mistrzostwa Świata. Konkurencja teamów | Mistrzostwa Świata. Konkurencja teamów |
| Rok                                    | Miejsce                                | Zawody                                 | Kategoria                              | Drużyna                                | Pozycja                                |
| -------------------------------------- | -------------------------------------- | -------------------------------------- | -------------------------------------- | -------------------------------------- | -------------------------------------- |
| 2014                                   | Sanya                                  | 14. Seria Mistrzostw Świata            | Seniorzy                               | Sternberg                              | 2                                      |
| 2013                                   | Nusa Dua                               | 41. Mistrzostwa Świata Teamów          | Trans                                  | Schwartz                               | 22                                     |
| 2013                                   | Nusa Dua                               | 41. Mistrzostwa Świata Teamów          | Seniorzy                               | USA 1                                  | 9                                      |
| 2011                                   | Veldhoven                              | 40. Mistrzostwa Świata Teamów          | Seniorzy                               | USA 2                                  | 2                                      |
| 2010                                   | Filadelfia                             | 13. Seria Mistrzostw Świata            | Seniorzy                               | Tulin                                  | 5                                      |
| 2006                                   | Werona                                 | 12. Mistrzostwa Świata                 | Seniorzy                               | Jean-Marsha                            | 4                                      |
| 1994                                   | Albuquerque                            | 9. Mistrzostwa Świata                  | Open                                   | Wolfson                                | 9                                      |

## Klasyfikacja
- John Schermer – klasyfikacja WBF (ang.)